# JetGreen Airways
JetGreen Airways war eine irische virtuelle Fluggesellschaft mit Sitz in Dublin. Sie hat den Flugbetrieb, der von Icelandair durchgeführt wurde, nach nur einer Woche eingestellt.

## Geschichte
JetGreen Airways musste nach nur einer Woche im Mai 2004 ihren Flugbetrieb wieder einstellen, nach Medienberichten saßen in der Folge mehr als 400 Fluggäste am 12. Mai 2004 in Spanien fest. Die 40.000 bereits verkauften Tickets konnten nicht zurückgegeben werden.
Die Gesellschaft hatte für ihre Flüge Einstiegspreise von einem Euro inklusive Steuern und Gebühren erhoben. Obwohl sie anfangs nur mit einem von Icelandair gemieten Flugzeug operierte, waren nach Firmenangaben Verhandlungen mit weiteren Destinationen über die Aufnahme von Flügen im Gange.
Nach dem Ende von JetGreen Airways kritisierten Politiker, Reisebüros und andere Fluggesellschaften die irische Luftfahrtbehörde wegen der Vergabe der Flugrechte.

## Flugziele
JetGreen Airways flog während ihres kurzen Bestehens vom Flughafen Dublin aus lediglich die spanischen Urlaubsziele Málaga und Alicante an.

## Flotte
Die Flotte der JetGreen Airways bestand aus einem Flugzeug:
- 1 Boeing 757-200 (gemietet von Icelandair)